# Östra Göinge (đô thị)
Đô thị Östra Göinge (tiếng Thụy Điển: Östra Göinge kommun) là một đô thị ở hạt Skåne của Thụy Điển. Thủ phủ là thị xã Östra Göinge. Dân số thời điểm 31 tháng 12 năm 2000 là 14215 người.